# Abdij Affligem
De Sint-Pieter en Paulusabdij van Affligem in België mag beschouwd worden als de meest imposante abdijstichting van de benedictijnen in de Lage Landen. Als huisabdij van de hertogen van Brabant werd ze Primaria Brabantiae (de voortreffelijkste van Brabant) betiteld. In de rijmkroniek van Sinte-Lutgarde (circa 1200) wordt ze Spiegel voor alle abdijen genoemd. De abdij viert haar patroonsfeest op 29 juni.

## Stichtingsgeschiedenis

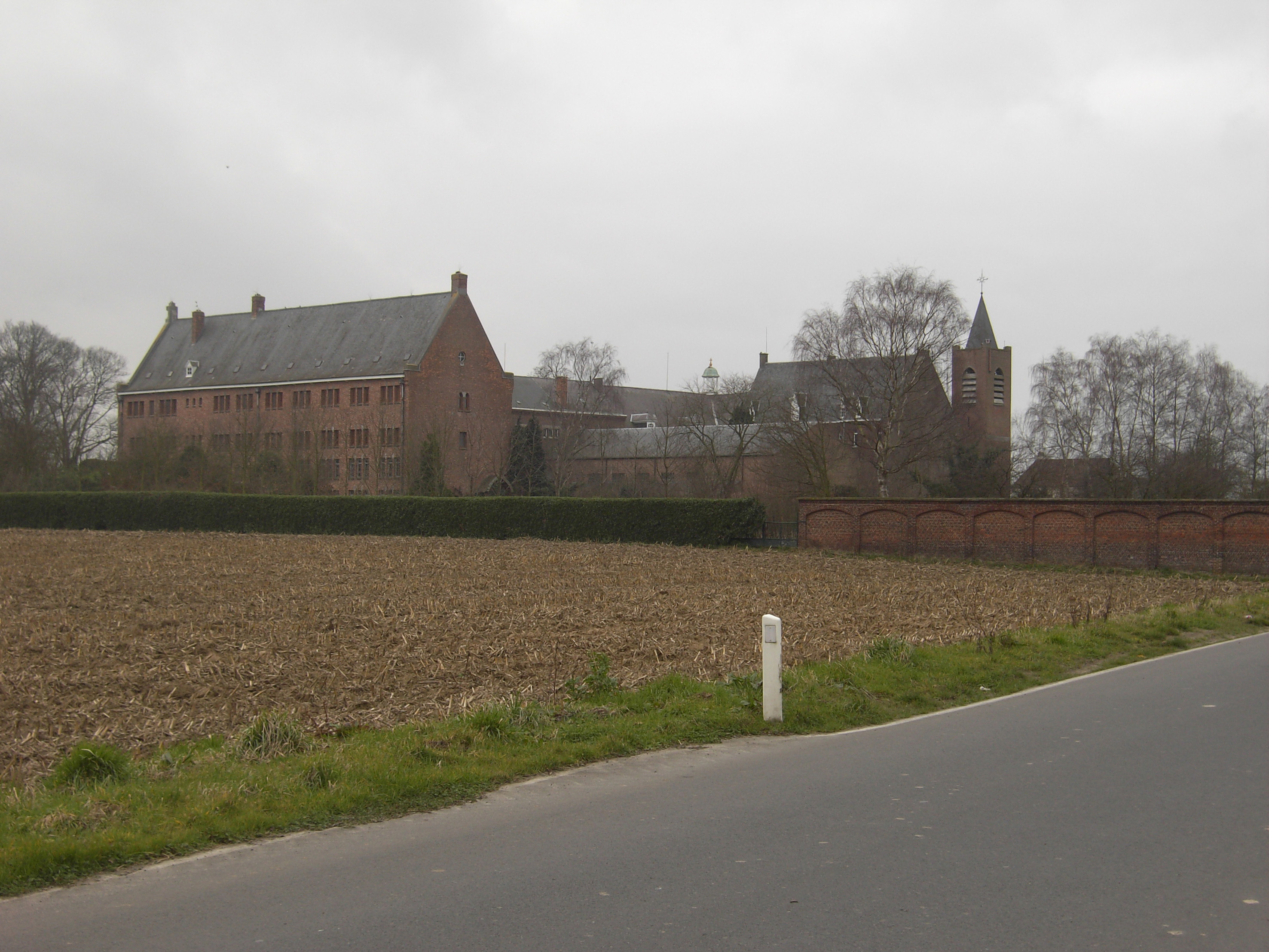
Benedictijnenabdij Affligem

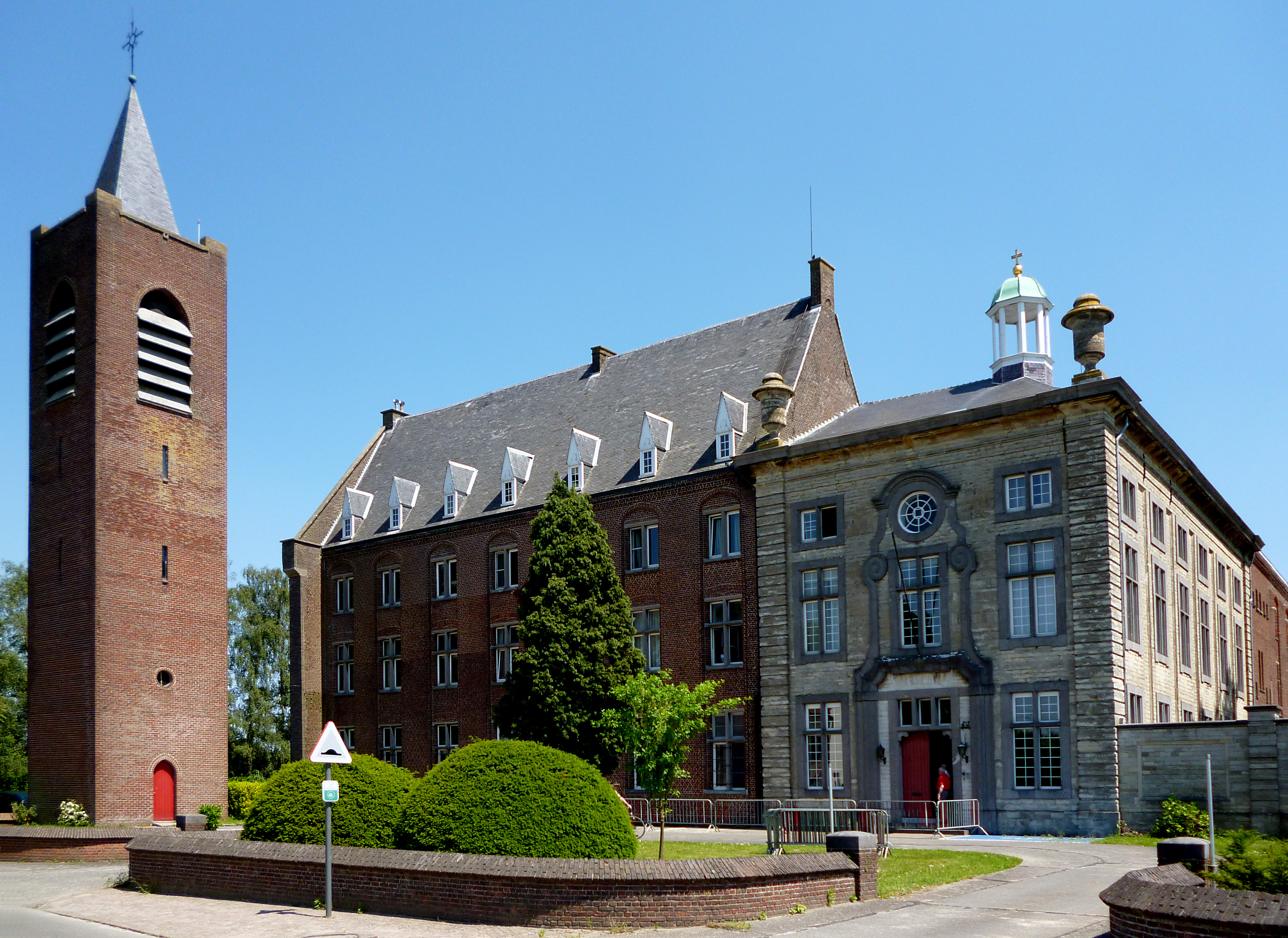
Gebouwen uit diverse perioden

De abdij is ontstaan uit een heremitische gemeenschap die vermoedelijk op 28 juni 1062 werd opgericht. Haar grote weldoener is paltsgraaf Herman II van Lotharingen († 1085). Via zijn minderjarigheidsvoogd, aartsbisschop Anno II van Keulen gaf hij toelating aan zes heremieten om op zijn domein te Affligem een gemeenschap te stichten. Wellicht is deze paltsgraaf ook de beschermheer van de eerste Sint-Pieterskerk geweest (1083). Op de dag van de kroning van keizer Hendrik IV te Rome (31 maart 1084) schonk hij bovendien zijn eigengoed te Affligem voor de formele oprichting van de abdij met een reguliere orde. In 1086 werd de stichting nogmaals rijk begunstigd door de landsheerlijke opvolger van paltsgraaf Herman II van Lotharingen in Brabant, graaf Hendrik III van Leuven. Zodra deze inkomsten voorhanden waren, werd overgegaan tot de formele inwijding door bisschop Gerardus II van Kamerijk.
In 1086 werd de abdij officieel een stichting van de orde van de benedictijnen. In de ingewikkelde stichtingsgeschiedenis van de abdij Affligem onderscheidt men de volgende mijlpalen:
- licentia laicorum: bisschop Anno II van Keulen geeft aan de eremieten van Affligem de toelating om een gemeenschap te stichten op het allodium van zijn voogdijkind, de minderjarige paltsgraaf Herman II van Lotharingen (midden juni 1062)
- fundatio: stichting van de heremitische gemeenschap op 28 juni 1062
- aedificatio: oprichting van de eerste Sint-Pieterskerk in 1083
- donatio Virdunensis: schenking van het allodium ter oprichting van de abdij te Rome op 31 maart 1084 door paltsgraaf Herman II van Lotharingen. Het adjectief Virdunensis verwijst naar de herkomst van het allodium uit een onverdeelde nalatenschap van Oda en Mathilde van Verdun, twee dochters van Gozelo I van Verdun.
- libellus dotis: uitvaardiging van de schenkingsoorkonde van graaf Hendrik III van Leuven als landgraaf van Brabant (te dateren tussen 17 en 31 juli 1086).
- dedicatio: ceremoniële inwijding van de abdij op 24 augustus 1086 door bisschop Gerardus II van Kamerijk
- pronuntiatio: de uitvaardiging van de bisschoppelijke inwijdingsoorkonde tijdens een synode te Kamerijk op 16 oktober 1086

## Affligem en de schriftelijke cultuur
In de loop van de 12e eeuw kwam in deze abdij, samen met enkele andere Brabantse abdijen, de schriftcultuur tot ontplooiing. Onder Godfried I met de Baard, overleden in 1139, groeide ze uit tot een van de belangrijkste centra in de Lage Landen, zowel op religieus als intellectueel gebied. Het scriptorium was actief en bezat een gevulde bibliotheek met werken van Cicero, Horatius en Ovidius. Er werd ook gewerkt aan de uitbreiding van de wereldkroniek van Sigisbert van Gembloers. Ook de vita van de heilige Lutgardis van Tongeren, geschreven door Thomas van Cantimpré werd in de abdij door de scriptors bewerkt tot een berijmd heiligenleven in het Middelnederlands.

## Affligem als aartsabdij

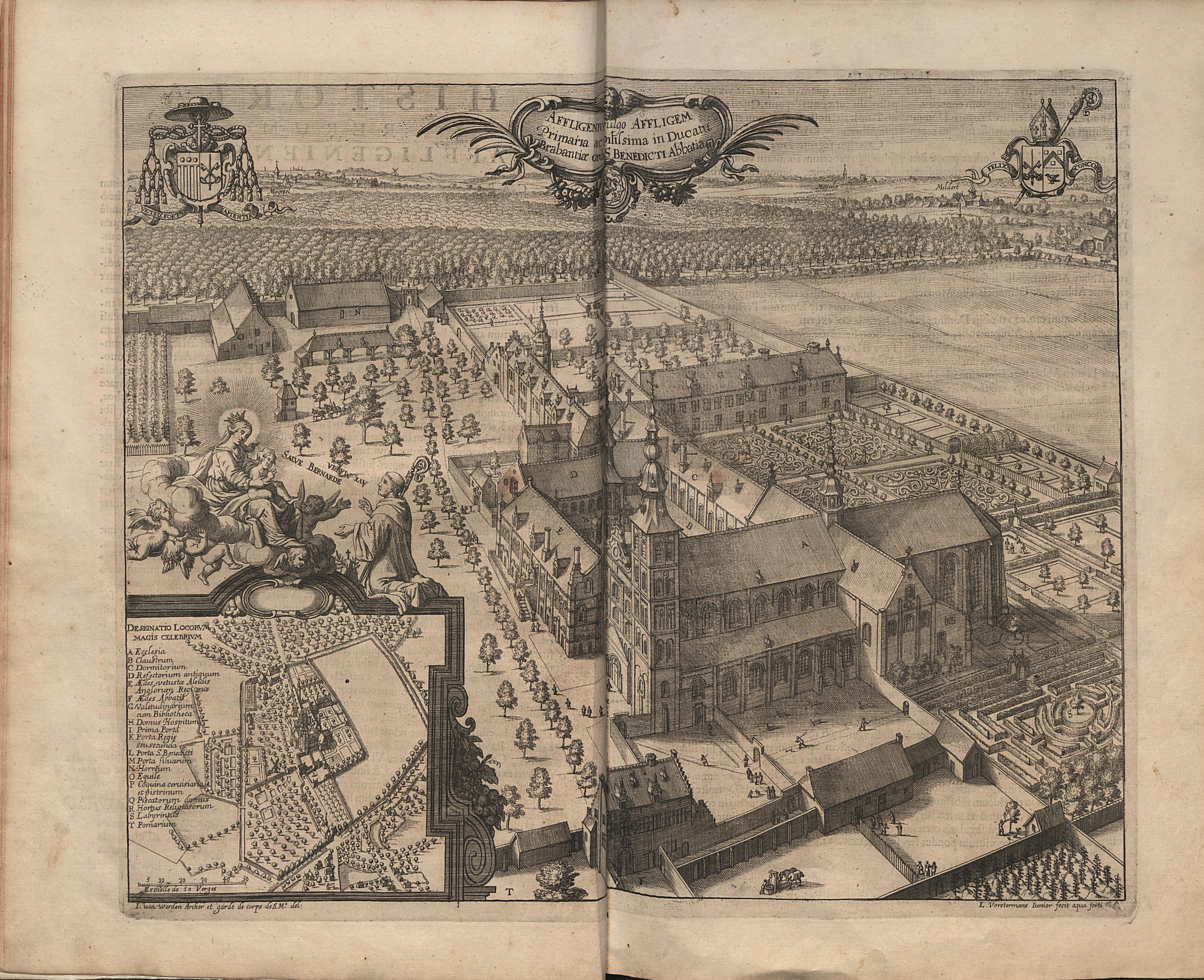
De abdij van Affligem in het midden van de 17e eeuw (afbeelding uit Chorographia Sacra Brabantiae van Antonius Sanderus - 1659). Gezicht vanuit het zuidwesten.

De imposante benedictijnenstichting kende de grootste expansie in de 11e en 12e eeuw. De stichting van de priorijen van Waver (circa 1093), Frasnes-lez-Gosselies (1099) en Bornem (1120) maakte deel uit van deze expansie. Andere afhankelijkheden of incorporaties werden reeds in de loop van de twaalfde en dertiende eeuw zelfstandig: Sint-Andries bij Brugge, de abdij Maria Laach in het Rijnland, de abdij van Vlierbeek bij Leuven, evenals het benedictinessenklooster van Vorst en dat van Groot-Bijgaarden.

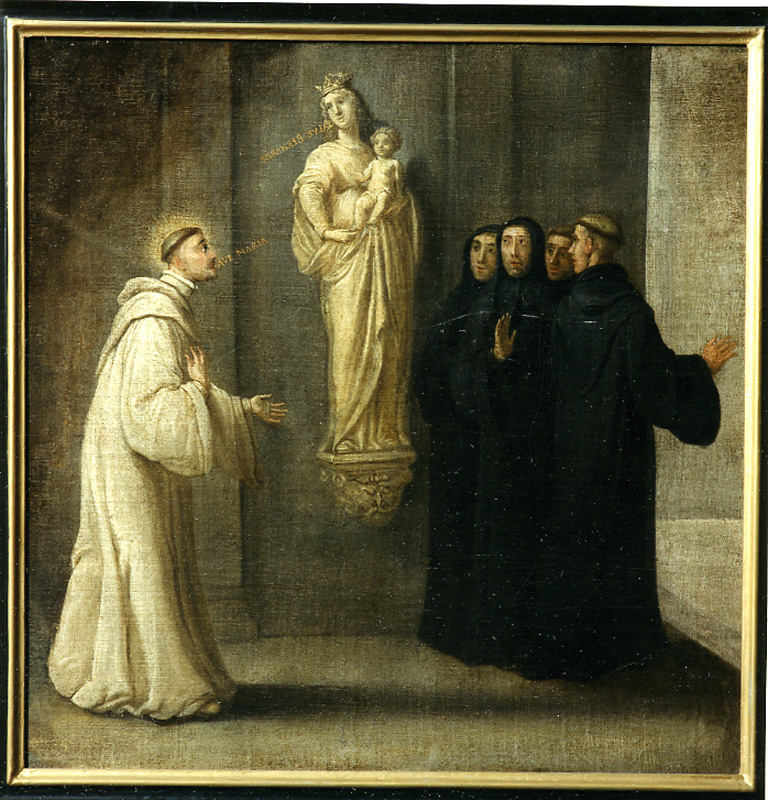
De wedergroet van het Mariabeeld aan Bernardus van Clairvaux op een 18e-eeuws schilderij

In 1146 kreeg Affligem bezoek van Bernardus van Clairvaux, die de Tweede Kruistocht predikte. Zonder resultaat probeerde hij de abdij ook te doen aansluiten bij de cisterciënzers. Bij zijn vertrek zou zich een mirakel hebben voorgedaan, voor het eerst geattesteerd in de Annales abbatum affligemiensium (1535-1540): hij groette naar gewoonte een standbeeld van Onze-Lieve-Vrouw met "Ave Maria", waarop het zich minzaam naar hem draaide met de wedergroet "Salve Bernarde". Het Mariabeeld werd in 1580 vernield tijdens een Beeldenstorm, maar in 1606 maakte een Mechelse beeldhouwer uit een brokstuk een nieuwe versie. Ook de staf en de kelk die Bernardus als herinnering zou hebben achtergelaten, worden nog in de abdij bewaard.
In de veertiende eeuw was Affligem via gebedsgemeenschappen internationaal verbonden met niet minder dan 62 kloosters. De geschiedschrijving over haar abten is even indrukwekkend. Vanaf de vijftiende eeuw zetelden zij als primaat in de Staten van Brabant. Abt Jan t'Serjacobs († 1429) werd zelfs kanselier van Brabant en staat bekend als medestichter van de Katholieke Universiteit Leuven. Abt Goswin Herdinck († 1493) fungeerde als gezant van aartshertog Maximiliaan van Oostenrijk. Van 1569 tot 1801 was de abdij als dotatie geïncorporeerd bij het nieuwe aartsbisdom Mechelen, zodat de aartsbisschoppen de plaats innamen van de reguliere abt. Dat was het uiteindelijk resultaat van de beslissing van Filips II van Spanje om de abdij op te nemen in de bezittingen van het aartsbisdom. Affligem werd hierdoor medeverantwoordelijk voor de financiering van het aartsbisdom. Hierdoor ontstond een jarenlang aanslepend conflict tussen aartsbisschop Matthias Hovius en de abdijgemeenschap. Hovius haalde in 1602 zijn slag thuis, dankzij de hulp van de aartshertog Albrecht van Oostenrijk.

## Bouwgeschiedenis
Tijdens haar negenhonderdjarige bestaan ontsnapte de abdijkerk niet aan oorlogsgeweld. Gelegen op de grens met het graafschap Vlaanderen werd ze in de veertiende eeuw tweemaal verwoest door de Vlamingen (Brabantse Successieoorlog). De romaanse basilicale kerk verloor daarbij definitief drie van de oorspronkelijke vijf torens. In 1580 werd de abdij in brand gestoken door de troepen van Willem van Oranje.
Het klooster kende echter een nieuwe bloei onder proost Benedictus van Haeften († 1648). Om het gerestaureerde gebouw te verfraaien deed hij een beroep op de befaamde schilders Peter Paul Rubens en Gaspar de Crayer. Eind 17e eeuw werd de abdij nogmaals geteisterd, ditmaal door de legers van Lodewijk XIV.
Het complex herleefde in de 18e eeuw opnieuw dankzij de monumentale classicistische bouwwerken van de beroemde architect Laurent-Benoît Dewez.
In 1768 werden zijn plannen goedgekeurd voor de vernieuwing van de conventgebouwen, gegroepeerd rondom twee vierkante binnenplaatsen, met integratie van de aangepaste westgevel van de kerk als centraal element voor een lange, symmetrisch uitgebouwde voorgevelcompositie met twee risalieten onder driehoekig fronton. De eerstesteenlegging van de nieuwe constructie vond plaats in 1770 en voor de verdere opbouw werden drie kloosterpanden opgeofferd worden.

## Vervolging tijdens de Franse Revolutie en opheffing van de abdij
De werking van de bloeiende abdij werd op brutale wijze stopgezet door de Franse Revolutie. De monniken werden uit de abdij verdreven op 11 november 1796, de abdij werd door het regime gesupprimeerd. De gebouwen, bezittingen en gronden werden aangeslagen en verkocht. De gebouwen werden daarna grotendeels tot puin herleid. Onder andere in Hekelgem en omgeving werden verschillende architectonische elementen hergebruikt. Van de abdijgebouwen blijven thans nog enkel de ruïnes van de noorderzijgevel van de middeleeuwse kerk, de Benedictuspoort (een van de zeven poorten) en het laat-barokke ingangsgebouw van ca. 1720 over. Het grondbezit, dat in 1787 nog een oppervlakte bestreek van 8262 hectare, werd verbeurd verklaard. Tegelijk werd het patronaat opgeheven over de twee overblijvende priorijen en vijfenveertig afhankelijke kerken verspreid over de zuidelijke Nederlanden. Talrijke kunstschatten gingen verloren.
Bijna veertig jaar lang waren de monniken genoodzaakt buiten kloosterverband te leven, her en der verspreid, maar zij zijn zich steeds als een religieuze gemeenschap blijven beschouwen. In 1808 stierf proost Beda Ragaus. Hij werd aanvankelijk opgevolgd door subprior Dom Columbanus de Craecker, tot de monniken in 1825 Dom Veremundus D'Haens als nieuwe overste kozen.

## Heropleving en restauratie
In 1837 begon Dom Veremundus met instemming van de confraters terug novicen aan te nemen. De gemeenschap vestigde zich aanvankelijk in Dendermonde. In 1870 slaagde men erin het kloosterleven in Affligem nieuw leven in te blazen, namelijk binnen het statige Bisschoppenhuis, het laatste overblijfsel van de laatbarokke bouwwerken. Er ontstond toen een dispuut tussen beide abdijen: het patrimonium werd verdeeld en beiden gemeenschappen kregen een afzonderlijke abt.
Pas heropgericht, ondernam Affligem reeds in 1892 de stichting van de abdij van Merkelbeek (sinds 1923 abdij Sint-Benedictusberg te Vaals bij Aken). Van hieruit zouden de Affligemse benedictijnen de Duitse kloosters van Kornelimünster en Siegburg herstellen.
Sinds 1910 neemt Affligem ook deel in de missie van Pietersburg in Zuid-Afrika. Het is binnen de Liturgische Beweging befaamd met de uitgave van het Volksmisboek (1915) en het Tijdschrift voor Liturgie (1919).
In de 21e eeuw verlieten verschillende monniken de abdij, en stopte de bloei van de gemeenschap. Toen de gemeenschap te oud werd, besloot de congregatie om de voogdij van de abdij toe te wijzen aan de abt van Dendermonde. Anno 2023 zijn er nog 3 monniken en verblijft de abt in Dendermonde.

## Huidige gebouwen
De eerste conventsgebouwen werden opgetrokken in neogotische stijl, naar een ontwerp van Bellot en Stassin. In 1932 werd gestart met uitbreidingswerken onder leiding van architect Kropholler. Dankzij de bloei van gemeenschap werd de abdij uitgebreid met een vleugel met monumentale kruisgang. Ondanks de goedkeuring van het kapittel om de neogotische abdijkerk van architect Arthur Verhaegen uit 1880-1882 te vervangen door een grotere kerk, werd enkel één klokkentoren van een groots plan uitgevoerd. Het kapittel, onder leiding van de nieuwe abt Jan Goetghebeur legde de bouw van de werken voorgoed stil en de andere vleugels van de abdij werden nooit voltooid. De huidige zaalkerk, werd gebouwd in 1972 naar een ontwerp van architect Luc Van Den Broeck, en is opvallend sober voor de benedictijnse traditie: zo is er geen koorgestoelte voor de monniken.

## Varia
- Adelheid van Leuven, koningin van Engeland van 1121 tot 1135, bracht haar laatste levensjaren door in Affligem en overleed er in 1151.
- Antonius Sanderus werkte er vanaf 1657 en overleed er in 1664.[8][9]
- Sinds 1956 wordt Affligem-bier gecommercialiseerd, wat de abdij jaarlijks heel wat inkomsten bezorgt. In 2012 werd ter gelegenheid van het 950-jarig bestaan van de abdij een nieuw bier gelanceerd: Affligem 950 Cuvee.
- Het refugiehuis van de abdij Affligem in Antwerpen werd gebruikt als pastorij van de plaatselijke Sint-Walburgiskerk.

## Bestuur

### Abten van 1087 tot 1595[10]
- Fulgentius (1087-1122)
- Franco I (1122-1134)
- Albert, bijgenaamd Marianus (1134-1136)
- Petrus (1136-1149)
- Godeschalk van Aa (1147-1163 en 1185-1195)
- Arnulf (1164-1185)
- Zeger van Kraainem (1195-1197)
- Willem I (1197-1203)
- Robrecht (1203-1227)
- Willem II (1227-1242)
- Jan I de Patria (1242-1262)
- Hendrik I (1262-1265)
- Hendrik II (1265-1309)
- Willem III Loef (1309-1311)
- Jan II (1311-1313)
- Thomas (1313-1334)
- Jan III du Mont (1334-ca.1360)
- Jan IV van Woluwe (ca.1360-1369)
- Amalrik Taye (1369-1398)
- Hendrik III van Sint-Geuriks (1398-1413)
- Jan V t'Serjacobs (1413-1426)
- Hendrik IV van Asse (1426-1457)
- Goswin Herdickx (1457-1493)
- Willem IV Michiels (1493-1518)
- Willem van Croÿ (1518-1521)
- Karel van Croÿ (1521-1564)
- Arnold Motmans (1565-1569)

### Seculiere abten van 1569 tot 1796
Als gevolg van de hervormingen van keizer Karel V werd het abbatiaat van Affligem toegewezen aan de bisschop van Mechelen.

### Proosten van 1569 tot 1796
Binnen de abdij werd ter vervanging van de seculiere abt het geestelijk gezag uitgeoefend door een proost:
- Petrus Coels (1569-...), vervolgens abt van Vlierbeek
- Andreas Coels (...-1575)
- Jaspar Smets (1575-1577)
- Livinus de Muldere (1577-1597)
- Willem van der Haegen (1597-1599)
- vacant tussen 1599-1602
- Hubert du Bray (1602-1605)
- Judocus Cobbaert (1605-1619)
- Benedictus (Jacobus) van Haeften (1619-1648)
- Robert (Gillis) Estrix (1648-1664)
- Emilien van Hoyvorst (1664-1682)
- Rupert (Egidius) Beydael (1682-1685)
- Vedastus Van Nuffel (1685-1690)
- Romanus (Adriaan) Spruyt (1690-1698)
- Odo (Nicolaas) De Craecker (1698-1743)
- Radulf (Frans) Crucken (1743-1758)
- Fulgentius (Joachim) Biebuyck (1758-1763)
- Beda Regaus (1763-1796)

### Superiors van 1801 tot 1887
Met de opheffing van de abdij in 1796 verviel ook de formele autoriteit van de bisschop en oefende een proost het gezag over de monniken uit. Tot 1837 leefden de monniken verspreid her en der. In 1837 trokken ze in in een huis in Dendermonde.
- Beda Regaus (1801-1808)
- Columbanus de Craecker (1808-1825)
- Veremundus D'Haens (1825-1846)
- Benedictus Van den Brulle (1846-1857)
- Ludgerus Knuffmann (1857-1862)
- Augustinus Brizard (1862-1868)
- Jozef Vael (1868-1870)
- Clodoald van Aalst (1870-1877)
- Godehard Heigl (1877-1887)

### Reguliere abten van 1887 tot heden
Sinds 1887 staat er weer een abt aan het hoofd van de abdij.
- Godehard Heigl (1887-1912)
- Benedictus Van Schepdael (1912-1951)
- Franco II de Wyels (1951-1962)
- Jan Goetghebeur (1962-2000)
- Benedikt Verschelden (2000-2008)
- Rik De Wit (2008 - 2014)
- Gerard Van Malderen (2014 - )

## Het volksmissaal van Affligem
De abdij van Affligem is tevens gekend omwille van de uitgave van een Volksmissaal aan het begin van de 20ste eeuw. In 1915 bracht de abdij het Volksmisboek en Vesperale uit die de liturgie voor de gewone burger, die het Latijn niet machtig was, toegankelijk maakte. Het boek zou 13 edities kennen, uitgebreid worden met illustraties van onder andere Jozef Speybrouck, maar verloor na 1965 met de liturgische hervorming haar nut. Vanaf dan waren de missen in het Nederlands en hadden geloven geen behoefte meer aan een missaal, zoals het boekje gekend stond.